# هرمون عصبي
الهرمون العصبي هو أي هرمون تنتجه أو تحرره الخلايا العصبية الصماء (التي تُعرف أيضًا باسم الخلايا العصبية الإفرازية) في الدم. تخضع هذه الهرمونات العصبية لتعريف الهرمونات التقليدي، أي تفرزها الخلايا في الدورة الدموية بهدف تحفيز تأثير جهازي معين، لكن قد تلعب أيضًا دور النواقل العصبية أو غيرها من الأدوار مثل المرسال ذاتي الإفراز (ذاتي) أو نظير الصماوي (موضعي).
تمثل الهرمونات الإفرازية تحت المهادية مجموعة من الهرمونات النخامية العصبية الموجودة داخل العصبونات تحت المهادية المتخصصة التي تمتد حتى البرزة المتوسطة والغدة النخامية الخلفية. ينتج لب الغدة الكظرية هرمونات لب الكظر في الخلايا أليفة الكروم، التي تمثل بدورها مجموعة من الخلايا المشابهة في بنيتها للعصبونات الودية بعد المشبكية، إذ تُشتق هذه الخلايا من العرف العصبي على الرغم من عدم اعتبارها عصبونات.
يمثل كل من الخلايا المعوية أليفة الكروم والخلايا شبيهة المعوية أليفة الكروم، اللتان تُعتبران من أنواع الخلايا الصماوية المعوية، أحد أشكال الخلايا الصماوية العصبية نظرًا إلى التشابه البنيوي والوظيفي مع الخلايا أليفة الكروم، على الرغم من عدم اعتبارها مشتقة عن العرف العصبي. تنتشر العديد من الخلايا الصماوية العصبية الأخرى في جميع أنحاء الجسم. تتحرر الهرمونات العصبية في الجسم بواسطة الخلايا العصبية الإفرازية.

## الهرمونات الإفرازية
تعمل أنواع مختلفة من العصبونات المتخصصة الموجودة تحت المهاد على تصنيع الهرمونات الإفرازية، التي تُعرف أيضًا باسم الهرمونات الموجهة للنخامية أو الهرمونات تحت المهادية. تنتقل هذه الهرمونات بعد تصنيعها على طول المحاور العصبونية لتصل إلى النهايات المحورية وتشكل الكتلة الأكبر من البرزة المتوسطة، التي تمثل مكان تخزين الهرمونات وتحريرها في الجهاز النخامي البوابي. تصل الهرمونات بعد ذلك بشكل سريع إلى النخامية الأمامية حيث تبدأ عملها الهرموني. تعبر الهرمونات الفائضة إلى الدورة الدموية الجهازية حيث تخضع للتخفيف والتحلل ما يسمح بتخفيف تأثيراتها نسبيًا. يخضع تركيب هذه الهرمونات والتحكم بها وتحريرها للتنظيم المشترك بواسطة الإشارات الهرمونية، والمحلية والمشبكية (النواقل العصبية). وُجد أن العصبونات المفرزة للهرمونات المختلفة قادرة على إطلاق نبضات بكميات كبيرة، ما يسبب تحرير نبضي أكثر فعالية وكفاءة في التحرير المستمر. تشمل الهرمونات الموجهة للنخامية كلًا من:
- الهرمون المطلق لموجهة الدرقية
- الهرمون المطلق لموجهة القشرة
- الهرمون المطلق لهرمون النمو
- السوماتوستاتين
- الهرمون المطلق لموجهة الغدد التناسلية
- الدوبامين
- النيوروتنسين

## الهرمونات النخامية العصبية
تعمل العصبونات الإفرازية كبيرة الخلايا تحت المهاد على تصنيع الهرمونات النخاعية العصبية. تنتقل هذه الهرمونات بعد تصنيعها على طول المحاور العصبونية داخل السويقة القمعية لتصل إلى النهايات المحورية وتشكل الجزء العصبي من الغدة النخامية الخلفية، التي تمثل مكان تخزين هذه الهرمونات وتحريرها في الدورة الدموية الجهازية. يخضع تركيب هذه الهرمونات والتحكم بها وتحريرها للتنظيم المشترك بواسطة الإشارات الهرمونية، والمحلية والمشبكية. تشمل الهرمونات النخاعية العصبية كلًا من:
- الأوكسايتوسين
- الفازوبرسين

تصل الغالبية العظمى من هرمونات الأوكسايتوسين والفازوبرسين عبر هذا المسار إلى الدورة الدموية الجهازية.